# Силинь (Ичунь)
Сили́нь (кит. упр. 西林, пиньинь Xīlín) — бывший район городского подчинения городского округа Ичунь провинции Хэйлунцзян (КНР). Название района происходит от протекающей по его территории реки Сяосилиньхэ.

## История
В первой половине XX века эти земли находились под юрисдикцией уезда Танъюань; в то время здесь не было постоянного населения, имелись лишь охотничьи избушки представителей национальных меньшинств. В октябре 1947 года здесь поселились переселенцы из Цзямусы, образовав деревню Цзялиньцунь (佳林村). В 1952 году был образован уезд Ичунь, и эти места вошли в состав его Района № 2 (第二区). В 1956 году все местные деревни были объединены в волость Цзялиньсян (佳林乡). В 1957 году уезд Ичунь был преобразован в городской округ, и эти места стали уличным комитетом Силинь в составе района Мэйси. В октябре 1969 года из района Мэйси был выделен район Силинь.
В 2019 году районы Силинь и Цзиньшаньтунь были объединены в район Цзиньлинь.

## Административное деление
Район Силинь делится на 3 уличных комитета.
| № | Название | Название (кит.) | Статус          | Население чел. (2010) | На карте                         |
| - | -------- | --------------- | --------------- | --------------------- | -------------------------------- |
| 1 | Силинь   | 西林街道办事处  | уличный комитет | 26490                 | 47°28′32″ с. ш. 129°18′19″ в. д. |
| 2 | Синьсин  | 新兴街道办事处  | уличный комитет | 21238                 | 47°29′39″ с. ш. 129°17′01″ в. д. |
| 3 | Тайцин   | 苔青街道办事处  | уличный комитет | 5013                  | 47°33′41″ с. ш. 129°15′38″ в. д. |

## Соседние административные единицы
Район Силинь на юге граничит с районом Наньча, на востоке — с районом Цзиньшаньтунь, с остальных сторон охватывается районом Мэйси.